# N908 (België)
De N908 is een gewestweg in de Belgische provincie Namen. Deze weg vormt de verbinding tussen Heer-Agimont en Petit Doische.
De totale lengte van de N908 bedraagt ongeveer 3 kilometer. De gehele route ligt direct langs de grens met Frankrijk.

## Plaatsen langs de N908
- Heer-Agimont
- Agimont
- Petit Doische